# Kubok SSSR 1953
La Kubok SSSR 1953 fu la 14ª edizione del trofeo. Vide la vittoria finale della Dinamo Mosca, al suo secondo titolo.

## Formula
Come nella precedente edizione furono ammesse a partecipare alla competizione non solo le 32 partecipanti alle due serie del campionato (Klass A e Klass B), ma anche le 18 formazioni vincitrici delle varie coppe delle repubbliche costituenti l'Unione Sovietica (sedici repubbliche più le città di Leningrado e di Mosca):
- Dinamo Tallinn (RSS Estone);
- Dinamo Petrozavodsk (RSS Carelo-Finlandese);
- Lima Kaunas (RSS Lituana);
- Sarkanais Metalurgs (RSS Lettone);
- Spartak Minsk (RSS Bielorussa);
- Torpedo Kirovograd (RSS Ucraina);
- Dinamo Chișinău (RSS Moldava);
- Dinamo Kutaisi (RSS Georgiana).
- Chimik Kirovakan (RSS Armena);
- Dinamo Baku (RSS Azera);
- Dinamo Čimkent (RSS Kazaka)[1];
- Chimik Čirčik (RSS Uzbeka);
- Dinamo Frunze (RSS Kirghiza)[1];
- Lokomotiv Mary (RSS Turkmena);
- Dinamo-2 Mosca (città di Mosca);
- Dinamo-2 Leningrado (città di Leningrado);
- Dinamo Stalinabad (RSS Tagika);
- Torpedo Vladimir (RSSF Russa).

Erano previsti otto turni, tutti con gare di sola andata e tempi supplementari, ma non rigori: in caso di parità si ricorreva al replay, disputato il giorno seguente sul medesimo terreno di gioco.

## Primo turno
Le gare furono disputate tra il 23 agosto e il 7 settembre 1953.
| Squadra 1           | Risultato   | Squadra 2                    |
| ------------------- | ----------- | ---------------------------- |
| Dinamo Petrozavodsk | [ 2 ]       | Dinamo Erevan                |
| Dinamo Chișinău     | [ 3 ]       | Dinamo Minsk                 |
| Dinamo Frunze       | [ 4 ]       | Krasnoe Znamja Ivanovo       |
| Spartak Tashkent    | 1 – 0       | Spartak Tbilisi              |
| Zenit Kaliningrad   | 0 – 1       | Torpedo Stalingrado          |
| Torpedo Vladimir    | 0 – 1 (dts) | Dinamo Alma-Ata              |
| Torpedo Kirovograd  | 1 – 2       | Avangard Sverdlovsk          |
| Sarkanais Metalurgs | 3 – 0       | Città di Molotov             |
| Dinamo Kutaisi      | 1 – 0       | Torpedo Gor'kij              |
| Dinamo Šymkent      | 1 – 4       | Metalurh Zaporižžja          |
| Spartak Aşgabat     | 4 – 1       | Metallurg Odessa             |
| Dünamo Tallinn      | 1 – 2       | Chimik Mosca                 |
| Dinamo-2 Leningrado | 3 – 1       | Kalev Tallinn                |
| Neftyanik Baku      | 4 – 2       | Krasnaya Zvezda Petrozavodsk |
| Chimik Kirovakan    | 1 – 0       | Spartak Kalinin              |
| Dinamo Stalinabad   | 1 – 3       | Avangard Chelyabinsk         |

## Secondo turno
Le gare furono disputate tra il 23 agosto e il 13 settembre 1953.
| Squadra 1            | Risultato | Squadra 2                 |
| -------------------- | --------- | ------------------------- |
| Torpedo Stalingrado  | [ 6 ]     | Dinamo Frunze             |
| Gornyak Leninabad    | [ 7 ]     | Avangard Sverdlovsk       |
| Dinamo Petrozavodsk  | [ 8 ]     | Avangard Chelyabinsk      |
| Spartak Minsk        | 1 – 2     | Iskra Frunze              |
| Lima Kaunas          | 0 – 4     | Metallurg Dnipropetrovs'k |
| Lokomotiv Mary       | 0 – 9     | Šachtyor Stalino          |
| Dinamo Baku          | 2 – 5     | Torpedo Rostov            |
| Chimik Čirčik        | 0 – 3     | Daugava Rīga              |
| Burevestnik Kishinev | 3 – 0     | Dinamo-2 Leningrado       |
| Spartak Ashkhabad    | 2 – 1     | Sarkanais Metalurgs       |
| Metalurh Zaporižžja  | 8 – 3     | Chimik Kirovakan          |
| Spartak Tashkent     | 4 – 2     | Dinamo Kutaisi            |
| Dinamo Chișinău      | 0 – 1     | Dinamo Alma-Ata           |
| Neftyanik Baku       | 4 – 1     | Chimik Mosca              |

## Terzo turno
Le gare furono disputate tra il 6 e il 18 settembre 1953.
| Squadra 1                 | Risultato | Squadra 2            |
| ------------------------- | --------- | -------------------- |
| Šachtyor Stalino          | [ 11 ]    | Avangard Chelyabinsk |
| Metallurg Dnipropetrovs'k | 1 – 0     | Torpedo Rostov       |
| Iskra Frunze              | 0 – 3     | Daugava Rīga         |
| Burevestnik Kishinev      | 0 – 1     | Dinamo Alma-Ata      |
| Spartak Ashkhabad         | 1 – 0     | Spartak Tashkent     |
| Metalurh Zaporižžja       | 4 – 1     | Torpedo Stalingrado  |
| Gornyak Leninabad         | 8 – 4     | Neftyanik Baku       |

## Sedicesimi di finale
Le gare furono disputate tra il 30 agosto e il 23 settembre 1953.
| Squadra 1           | Risultato | Squadra 2                 |
| ------------------- | --------- | ------------------------- |
| Šachtyor Stalino    | 1 – 0     | Dinamo-2 Mosca            |
| Daugava Rīga        | 5 – 1     | Metallurg Dnipropetrovs'k |
| Metalurh Zaporižžja | 6 – 2     | Spartak Ashkhabad         |
| Dinamo Alma-Ata     | 6 – 2     | Gornyak Leninabad         |

## Ottavi di finale
Le gare furono disputate tra il 18 e il 29 settembre 1953.
| Squadra 1        | Risultato | Squadra 2           |
| ---------------- | --------- | ------------------- |
| Torpedo Mosca    | 3 – 1     | Zenit Leningrado    |
| Lokomotiv Mosca  | 1 – 0     | Lokomotiv Charkiv   |
| Spartak Mosca    | 5 – 0     | Metalurh Zaporižžja |
| Dinamo Tbilisi   | 4 – 0     | Dinamo Kiev         |
| Dinamo Mosca     | 3 – 0     | Dinamo Leningrado   |
| Daugava Rīga     | 1 – 0     | Spartak Vilnius     |
| Šachtyor Stalino | 2 – 0     | Dinamo Alma-Ata     |

## Quarti di finale
Le gare furono disputate tra il 23 settembre e il 3 ottobre 1953.
| Squadra 1        | Risultato   | Squadra 2      |
| ---------------- | ----------- | -------------- |
| Torpedo Mosca    | 0 – 1       | Zenit Kujbyšev |
| Dinamo Mosca     | 1 – 0       | Dinamo Tbilisi |
| Šachtyor Stalino | 2 – 1       | Daugava Rīga   |
| Lokomotiv Mosca  | 1 – 0 (dts) | Spartak Mosca  |

## Semifinali
Le gare furono disputate il 5 e il 6 ottobre 1953.
| Squadra 1       | Risultato | Squadra 2        |
| --------------- | --------- | ---------------- |
| Dinamo Mosca    | 1 – 0     | Šachtyor Stalino |
| Lokomotiv Mosca | 0 – 2     | Zenit Kujbyšev   |

## Finale
| Mosca 10 ottobre 1953, ore ?:?                 | Dinamo Mosca | 1 – 0 referto | Zenit Kujbyšev | Stadio Dinamo (Mosca) |
| \| \| \| \| \| Sal'nikov 7’ \| Marcatori \| \| |              |               |                |                       |
|                                                |              |               |                |                       |
| Sal'nikov 7’                                   | Marcatori    |               |                |                       |